# Крюкова Тетяна Євгенівна
Тетя́на Євге́нівна Крю́кова, до шлюбу Махиня (нар. 1915, Корсунь — пом. ?) — українська шахістка радянського періоду, міжнародний арбітр, багаторазова призерка чемпіонатів України із шахів серед жінок. Була однією з провідних українських шахісток та шахових функціонерів свого часу, і її досягнення залишаються важливою частиною історії українських шахів.

## Біографія
Проживала у Києві. За професією педагог.
Окрім активних виступів, Тетяна Крюкова також займалася активною громадською шаховою діяльністю, зокрема була членом Київської міської та республіканської шахових секцій, головою Київської шахової секції спортивного товариства «Іскра». Починаючи з 1946 року понад чверть століття очолювала комісію по роботі серед жінок у Федерації шахів УРСР. Вона була першою та довгий час єдиною в України міжнародним арбітром. Вона працювала суддею на турнірах претенденток 1955 року в Москві та 1964 року в Сухумі, а також була заступником головного судді на матчі Гапріндашвілі — Кушнір 1966 року в Ризі. Судила чемпіонат СРСР серед жінок 1958 року, що проходив у Харкові.
З ініціативи Крюкової, яка до виходу на пенсію працювала директором клубу «Авангард», відбулося чимало жіночих змагань за участю найсильніших шахісток СРСР та світу. Найважливішим з цих змагань був міжнародний жіночий турнір, який пройшов у київському клубі «Авангард» у 1967 році. Переможницею турніру стала тодішня чемпіонка світу Нона Гапріндашвілі, а призове місце посіла харків'янка Ольга Андреєва, ставши першою з шахісток України міжнародним майстром.
Тетяна Крюкова (Махиня) учасниця чотирьох фінальних частин чемпіонатів СРСР із шахів 1952, 1953, 1956 і 1960 років. Найкращий результат — розподіл 8—9 місць у 1952 році.
Багаторазова учасниця чемпіонатів України із шахів серед жінок, чотириразова срібна призерка — 1951, 1957, 1959 та 1962 років.
Виступала за ДСТ «Авангард» (Київ). Була чемпіонкою Києва та ДСТ «Авангарду».
У складі збірної Української РСР учасниця командного чемпіонату СРСР 1953 (виступала на 2-й жіночій шахівниці).

## Турнірні результати

### Чемпіонати України
| Рік  | Місце проведення | Турнір                 | Результат | +  | — | =  | Місце   |
| ---- | ---------------- | ---------------------- | --------- | -- | - | -- | ------- |
| 1946 | Київ             | 6-й чемпіонат України  | 5½ з 11   | 3  | 3 | 5  | 5       |
| 1947 | Київ             | 7-й чемпіонат України  | 5½ з 10   | 5  | 4 | 1  | 5 — 6   |
| 1948 | Київ             | 8-й чемпіонат України  | 6½ з 13   | 6  | 6 | 1  | 8       |
| 1949 | Одеса            | 9-й чемпіонат України  | 5½ з 11   | 3  | 3 | 5  | 6 — 9   |
| 1950 | Київ             | 10-й чемпіонат України | 9 з 14    | 7  | 3 | 4  | 4 — 5   |
| 1951 | Київ             | 11-й чемпіонат України | 9½ з 14   | 6  | 1 | 7  | — 3     |
| 1953 | Київ             | 13-й чемпіонат України | 10 з 17   | 5  | 2 | 10 | 5 — 8   |
| 1954 | Київ             | 14-й чемпіонат України | 9½ з 14   | 6  | 1 | 7  | 5       |
| 1956 | Київ             | 16-й чемпіонат України | 9 з 17    |    |   |    | 9 — 10  |
| 1957 | Київ             | 17-й чемпіонат України | 12 з 17   |    |   |    | — 4     |
| 1958 | Київ             | 18-й чемпіонат України | 9 з 17    |    |   |    | 8 — 10  |
| 1959 | Київ             | 19-й чемпіонат України | 12 з 17   | 10 | 3 | 4  | Silver  |
| 1960 | Київ             | 20-й чемпіонат України | 10½ з 17  |    |   |    | 6 — 7   |
| 1961 | Київ             | 21-й чемпіонат України | 8½ з 17   | 5  | 5 | 7  | 10 — 11 |
| 1962 | Київ             | 22-й чемпіонат України | 8 з 17    | 4  | 5 | 8  | — 3     |
| 1963 | Київ             | 23-й чемпіонат України | ? з 15    |    |   |    | нижче 9 |
| 1964 | Івано-Франківськ | 24-й чемпіонат України | 10 з 15   | 6  | 1 | 8  | 4       |
| 1968 | Трускавець       | 28-й чемпіонат України | 6½ з 14   | 2  | 3 | 9  | 9 — 11  |

### Результати виступів у чемпіонатах СРСР
Тетяна Крюкова (Махиня) зіграла у 4-х фінальних турнірах чемпіонатів СРСР, набравши загалом 26 очок з 69 (+9-26=34), що становить 37,7 % від числа можливих очок.
| 1952 | Тбілісі         | 12-й чемпіонат СРСР            | 8 з 17  | 2 | 3  | 12 | 8 — 9   |
| 1953 | Ростов-на-Дону  | 13-й чемпіонат СРСР            | 6½ з 17 | 1 | 5  | 11 | 13 — 14 |
| 1956 | Київ            | Півфінал 16-го чемпіонату СРСР | 12 з 15 |   |    |    | 1       |
|      | Дніпропетровськ | 16-й чемпіонат СРСР            | 7 з 17  | 4 | 7  | 6  | 13      |
| 1960 | Ужгород         | Півфінал 20-го чемпіонату СРСР | 8 з 12  |   |    |    | 2       |
|      | Рига            | 20-й чемпіонат СРСР            | 4½ з 18 | 2 | 11 | 5  | 18      |